# H3 Arena
H3 Arena, zwana również H3 Arena Fornebu – studio i hala konferencyjna w dawnym hangarze lotniczym w Fornebu w gminie Bærum na zachód od Oslo. 
Obiekt ma powierzchnię 2215 metrów kwadratowych i może pomieścić do 1300 gości oraz kolejnych 100 pracowników i ekip scenicznych. H3 Arena została otwarta w 2014 roku i organizuje targi, pokazy mody, kolacje wigilijne, koncerty i imprezy branżowe. Hala jest również wykorzystywana do wielu dużych produkcji telewizyjnych, takich jak Stjernekamp czy norweski Idol. Sala znajduje się w pobliżu Telenor Areny – największej wielofunkcyjnej hali sportowej w Norwegii.

## Historia
H3 Arena to dawny hangar lotniczy, który został zbudowany w tym samym czasie, co lotnisko Fornebu. Znajduje się obok starej wieży lotów na lotniska. Pierwsza część hangaru została zbudowana w 1940 roku, natomiast rozbudowę zakończono w 1968 roku. Hangar działał do jesieni 1998 roku, kiedy lotnisko Fornebu zostało zamknięte i zastąpione nowym lotniskiem Oslo-Gardermoen. 
Później hangar został przekształcony w salę koncertowo-imprezową, a hala H3 Arena została oddana do użytku w 2014 roku. Hala ma powierzchnię 2215 m² i ma wysokość sufitu 12 metrów.
Firmy produkcyjne i kanały telewizyjne również używają go regularnie w dużych produkcjach telewizyjnych. Wśród programów emitowanych z H3 Arena znajdują się P3 Gull, Hvem kan slå Aamodt og Kjus?, The Voice, Idol czy Stjernekamp. Półfinały Melodi Grand Prix 2020 oraz wszystkie transmisje Melodi Grand Prix 2021 były również transmitowane z H3 Arena.